# Король гір та інші
«Король гір та інші» — радянський художній фільм, знятий в 1969 році на студії «Центрнаукфільм».

## Сюжет
Фільм складається з трьох новел, які розповідають про життя тварин і про вплив людей на їх долю: «Король гір» — про ведмедя-гіганта, «Вірність» — про любов двох лелек, «Петля» — про оленя.

## У ролях
- Олег Жаков —  Олег Петрович Марков
- Володимир Дорофєєв —  Гаврілич
- Афанасій Кочетков —  мисливець Федір
- Микола Крюков —  Іван
- Віктор Уральський —  Петро Пилипович (в титрах не вказаний)
- Ніна Головіна — епізод

## Знімальна група
- Режисер-постановник —  Борис Долін
- Сценаристи —  Борис Долін, за участю  Леоніда Бєлокурова і  Михайла Вітухновська
- Оператор —  Едуард Езов
- Режисер — С. Козьмінський
- Звукооператор — В. Кутузов
- Художник — Михайло Галкін
- Композитор —  Олексій Муравльов
- Монтажер — Н. Лапіна
- Редактор — Н. Каспе
- Асистенти режисера — А. Яновська, Т. Стрельцова
- Асистенти оператора — А. Тарасов, М. Вентцель
- Грим — І. Антимонова
- Директор картини — Л. Пікельнер